# 土田英三郎
土田 英三郎（つちだ えいさぶろう、1952年8月14日 - ）は、日本の音楽学者。専門は、音楽理論・西洋音楽史、特にドイツ＝オーストリア音楽史。元東京藝術大学音楽部教授（2003-2020年）。

## 来歴・人物
ワーグナー協会評議員。R.シュトラウス協会理事。
父、土田國保は警視総監・防衛大学校校長。長兄、土田龍太郎はインド文学研究者・東大名誉教授。次兄、土田健次郎は儒教研究者・早稲田大学名誉教授。

## 略歴
- 昭和27年（1952年）、東京都に生まれる。
- 昭和46年（1971年）、東京都立日比谷高等学校卒業
- 昭和52年（1977年）、東京藝術大学音楽学部楽理科卒業。
- 昭和56年（1981年）、同大学大学院博士後期課程音楽学専攻中途退学[1]。
- 同年、同大学音楽学部楽理科常勤助手。のち常勤講師。
- 平成14年（2002年）、同大学同学部同学科助教授[2]。
- 平成15年（2003年）、同大学同学部同学科教授[2]。
- 令和2年（2020年）東京藝術大学を退任。

## 著書

### 単著
- 『ブルックナー』新潮文庫・カラー版作曲家の生涯、1988

### 共編著
- 『ベートーヴェン事典』西原稔、白井昭共編著　東京書籍、1999

### 記念論集
- 『音楽を通して世界を考える　東京藝術大学音楽部楽理科土田英三郎ゼミ有志論集』
同編集委員会編、東京藝術大学出版会、2020

### 翻訳
- スタンリー・セイディ編『新グローヴオペラ事典』中矢一義と日本語版監修　白水社　2006
- ルイス・ロックウッド『ベートーヴェン 音楽と生涯』藤本一子共監訳 沼口隆, 堀朋平訳　春秋社　2010